# Vântoase
Les vântoase són criatures presents en el folklore romanès, com una mena d’esperits femenins (iele). Les creences populars els descriuen com a capaços de provocar tempestes de pols i vents forts, similars a les arpies. Viuen als boscos, a l’aire, als llacs profunds i utilitzen un vagó especial per viatjar. També es creu que els Vântoase són capaços d'atacar nens, i l'única protecció contra ells és la misteriosa "herba dels vents".